# 平安镇 (盘锦市)
平安镇，是中华人民共和国辽宁省盘锦市大洼区下辖的一个乡镇级行政单位。

## 行政区划
平安镇下辖以下地区：
哈吧村、曹蔡村、新屯村、建设村、平房村、大亮村、大房村、小房村、新鑫村和平安村。